# Partido La Costa
La Costa ist ein Partido an der Atlantikküste der Provinz Buenos Aires in Argentinien. Laut der Volkszählung von 2022 hat der Partido 102.836 Einwohner auf 226 km². Der Verwaltungssitz ist der Ferienort Mar del Tuyú. Auch Santa Teresita ist ein bedeutender Ferienort.

## Orte
- San Clemente del Tuyú
- Las Toninas
- Costa Chica
- Santa Teresita
- Mar del Tuyú (Verwaltungssitz)
- Costa del Este
- Aguas Verdes
- La Lucila del Mar
- Costa Azul
- San Bernardo del Tuyú
- Mar de Ajó
- Nueva Atlantis
- Punta Médanos
- Pinar del Sol
- Costa Esmeralda

## Wirtschaft
Die Wirtschaft des Partidos wird von der touristischen Sommersaison (Dezember–Februar) dominiert, in der zehntausende Urlauber aus Buenos Aires und dem Großraum Buenos Aires an die Atlantikküste kommen.